# 1568 en France
Chronologie de la France
- 1564
- 1565
- 1566
- 1567
- 1568
- 1569
- 1570
- 1571
- 1572

## Événements
- 6 janvier : victoire protestante à la bataille de Cognat, en Auvergne[1].

- 6 février : Catherine de Médicis renonce à la politique de conciliation et suspend Michel de L’Hospital de ses fonctions de chancelier (lettres de décharges du 6 février enregistrées au Parlement le 11 mai[2].

- 2 mai : Michel de L’Hospital intervient pour la dernière fois au Conseil privé, puis demande à la reine l’autorisation de se retirer, qui lui est refusé[3]. En juin, il ne parait plus au Conseil, au profit du cardinal de Lorraine et du duc de Guise.
- 7 février : après avoir débloqué Orléans, les protestants du capitaine Jacques de Boucard, venus du Languedoc, s’emparent de Blois et mettent à sac la ville[4].
- 23 février : Condé, après avoir rallié les Protestants gascons et dauphinois, met le siège devant Chartres, interrompu par la petite paix de Chartres, dite « paix fourrée » le 13 mars[5]. Les Protestants disposent alors de 30 000 hommes.

- 23 mars : signature de la paix de Longjumeau, qui rétablit l'Édit de pacification d'Amboise du 19 mars 1563 et proclame une amnistie générale[6].

- 18 juillet : le maréchal de Cossé, gouverneur de Picardie, bat le capitaine huguenot Cocqueville à Saint-Valery, reprend la place et fait massacrer ses gens. Cocqueville, qui était parti soutenir les révoltés des Pays-Bas, est exécuté[7].

- 23 août : début de la troisième guerre de religion (fin en août 1570). Condé, Gaspard de Coligny et Andelot quittent leurs château de Noyers en Bourgogne car ils craignent le gouverneur ultra-catholique de la province, Tavannes, et se replient à La Rochelle avec leurs fidèles[8].

- 12 septembre : formation, à Toulouse d’une confédération des habitants contre les protestants connue sous le nom de « croisade », en application d’une bulle du pape Pie V du 15 mars[9], enregistrée au Parlement de Toulouse le 4 mai 1586[10].
- 19 septembre :
  - Condé entre à La Rochelle[11].
  - de retour au Conseil privé, Michel de L’Hospital refuse d’apposer son sceau sur une bulle papale du 1er août qui accorde l’aliénation de 150 000 livres rente de biens de l’Église par an à condition que la somme soit utilisée à combattre les Protestants[3].
- 25 septembre, Saint-Maur : édit de Charles IX qui exclut de l’Université et des offices de judicature les membres de la religion réformée[12].
- 27 septembre : retrait de Michel de L’Hospital de la vie publique par un nouveau refus de sceller la bulle papale du 1er août[3].
- 28 septembre :
  - le Parlement de Paris enregistre l’édit de Saint-Maur, qui interdit dans tout le royaume, sous peine de mort et de confiscation des biens, l’exercice de toute autre religion que de la catholique romaine. Les ministres du culte protestant sont sommés de quitter le royaume dans les quinze jours[13].
  - Jeanne d'Albret et Henri de Navarre rejoignent les chefs protestants à La Rochelle[11].

- 7 octobre : Michel de L’Hospital restitue les sceaux qui sont remis à Jean de Morvillier[14].

- 16 novembre : combat de Pamprou[8].
- 17 novembre : escarmouche de Jazeneuil[8]. Les protestants sont repoussés.
- 19 novembre : Guillaume de Nassau, chef des Gueux des Pays-Bas battu par le duc d’Albe, entre en France avec son armée pour soutenir les protestants de La Rochelle. Catherine de Médicis, par son envoyé Gaspard de Schomberg, lui fournit argent et subsides et lui accorde le libre passage vers l’Allemagne ; une mutinerie des mercenaires allemands, furieux de ne pas toucher de solde, contraint Guillaume de licencier ses troupes. Il se retire au-delà de la Moselle le 13 janvier 1569[15].

- 11-21 décembre : le Rhône est gelé à Arles[16]. Gel d’oliviers en Languedoc. Les hostilités sont suspendues pendant l’hiver, particulièrement rude[13].
- Apparus à l’automne 1568, les politiques sont un courant médian où se mêlent catholiques et protestants. Ils s’efforcent de disjoindre la solution des problèmes religieux et celle des problèmes politiques[17]. Ils pensent, comme Georges Cassander, qu’il est des points essentiels en religion et des points secondaires. Il s’agit de déterminer les points essentiels sur lesquels tout le monde s’accorde. En politique, il s’agit de maintenir avant tout la cohésion de l’État[18].

## Naissances en 1568
- x

## Décès en 1568
- x